# Н́
Cette page contient des caractères spéciaux ou non latins. S’ils s’affichent mal (▯, ?, etc.), consultez la page d’aide Unicode.
Enne accent aigu (majuscule : Н́, minuscule : н́) est une lettre de l’alphabet cyrillique utilisée dans l’écriture du selkoupe de la Ket moyenne.

## Représentations informatiques
L’enne accent aigu peut être représenté avec les caractères Unicode suivants (cyrillique, diacritique), :
| formes    | représentations | chaînes de caractères | points de code | descriptions                                             |
| --------- | --------------- | --------------------- | -------------- | -------------------------------------------------------- |
| capitale  | Н́               | Н◌́                    | U+041D U+0301  | lettre majuscule cyrillique dé diacritique accent aigu   |
| minuscule | н́               | н◌́                    | U+043D U+0301  | lettre minuscule cyrillique enne diacritique accent aigu |